# بازی‌های جهانی سوارکاری ۲۰۱۴

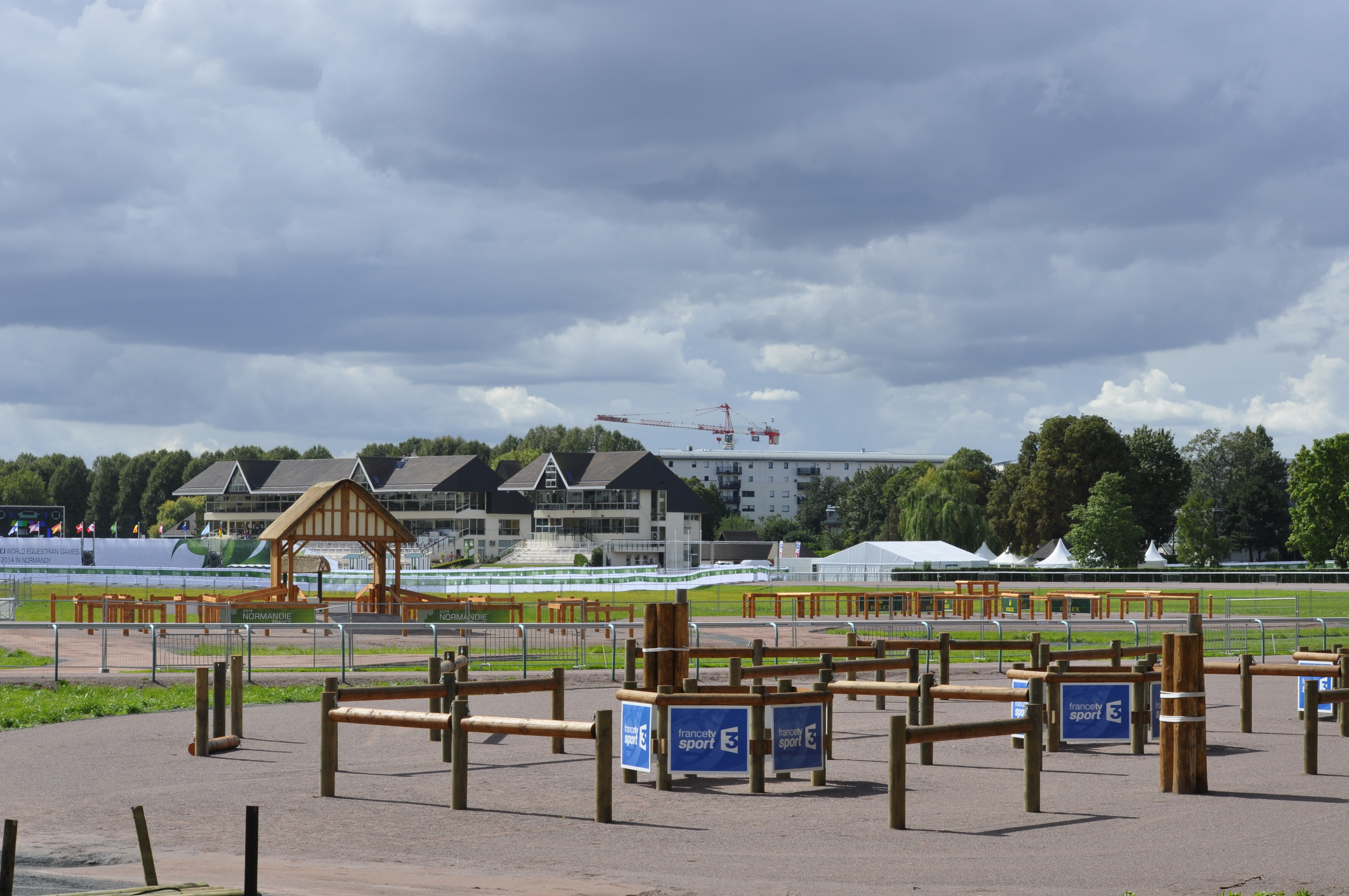
تجهیزات درساژ در Meadow JEM 2014

بازی‌های جهانی سوارکاری اف‌ئی‌آی ۲۰۱۴ هفتمین دوره از بازی‌های جهانی سوارکاری بود که تحت نظارت فدراسیون جهانی سوارکاری به فاصله چهار سال یکبار برگزار می‌شوند. این دوره از بازیها به میزبانی فرانسه و در منطقهٔ نرماندی برگزار شد. برای رویدادهای تیمی در رشته‌های درساژ ،ایونتینگ و پرش این بازیها نخستین مسابقات انتخابی جهت بازی‌های المپیک تابستانی ۲۰۱۶ بودند.

## مکان‌های برگزاری و رویدادها
محل برگزاری بازیها در منطقهٔ نرماندی و در هفت رشته زیر میزبانی شد:
- کان
  - ورزشگاه دورنانو – پرش، درساژ، و ایونتینگ (ورزشگاه تنها در مرحله پرش)
  - هیپدرم د لا پریری (مسیر مسابقه پریری) – سوارکاری معلولین درساژ، و محل اولیه برای ارابه رانی
  - سالن سرپوشیده زنیت – والتینگ و رینینگ
  - دره رودخانه اورن – مکان دوم برای ارابه رانی
- خلیج مون سن-میشل – استقامت
- ورزشگاه ملی لو-پین – ایونتینگ (کراس-کانتری و مراحل درساژ)
- دوویل – چوگان نمایشی
- سن-لو – هورسبال نمایشی